# Kutzleben
Kutzleben é um município da Alemanha, situado no distrito de Unstrut-Hainich, no estado da Turíngia. Tem 18,34 km² de área, e sua população em 2019 foi estimada em 599 habitantes.